# Cryptochetum grandicorne
Cryptochetum grandicorne is een vliegensoort uit de familie van de Cryptochetidae. De wetenschappelijke naam van de soort is voor het eerst geldig gepubliceerd in 1875 door Rondani.